# The Apprentice (film fra 2024)
The Apprentice er en film fra 2024 af Ali Abbasi.

## Medvirkende
- Sebastian Stan som Donald Trump
- Jeremy Strong som Roy Cohn
- Maria Bakalova som Ivana Trump
- Martin Donovan som Fred Trump
- Emily Mitchell som Ivanka Trump
- Catherine McNally som Mary Anne Trump
- Mark Rendall som Roger Stone
- Joe Pingue som Anthony Salerno